# Dizzy Reece
Alphonso Son "Dizzy" Reece, né le 5 janvier 1931 à Kingston en Jamaïque, est un trompettiste de jazz. Il pratiquait notamment le hard bop, et a enregistré quatre albums en solo pour Blue Note Records.

## Discographie

### En tant que leader
Blue Note
- 1958 : Blues in Trinity
- 1959 : Star Bright
- 1960 : Comin' On!
- 1960 : Soundin' Off

Autres labels
- A New Star (Jasmine, 1955–56) avec Phil Seamen
- Progress Report (Jasmine, 1956–58) avec Victor Feldman, Tubby Hayes
- Asia Minor (New Jazz, 1962)
- Nirvana: The Zen of the Jazz Trumpet (Jazz Vision, 2006) enregistré en 1968
- From In to Out - (Futura, 1970)
- Possession, Exorcism, Peace (Honey Dew, 1974)
- Manhattan Project (Bee Hive, 1978)
- Blowin' Away (Interplay, 1978) avec Ted Curson

### Compilations
- Mosaic Select: Dizzy Reece (MS-011) - compilent Blues in Trinity (1958), Star Bright (1959), Soundin' Off (1960), et Comin' On! (1960).

### En tant que sideman
- Victor Feldman : Suite Sixteen (Contemporary, 1955 [1958])
- Duke Jordan : Flight to Jordan (Blue Note, 1960)
- Dizzy Gillespie : The Dizzy Gillespie Reunion Big Band (MPS, 1968)
- Dexter Gordon : A Day in Copenhagen (MPS, 1969)
- Hank Mobley : The Flip (Blue Note, 1969)
- Andrew Hill : Passing Ships (Blue Note, 1969)

Avec Clifford Jordan
- Inward Fire (Muse, 1978)
- Play What You Feel (1990)
- Down Through The Years (Milestone, 1991)